# Hiposztázis
A hiposztázis (a görög ὑπόστασις az alap, megalapozás szóból ered) azt a megszilárdult alakot vagy megtestesülést jelenti, amely egy olyan szó (szakszó) mögött van, amely egy név és egy ismert mennyiség között fennálló viszony leírására szolgál, kulturális megszemélyesítésként (azaz egy egyed  vagy minőség megszemélyesítő eltárgyasiasításával).
A vallástörténetben egy isteni lény (elgondolt istenség), aki egy magasabb istenség tulajdonságának vagy tevékenységének megszemélyesítése; a szentháromságtanban ezt a görög kifejezést használják a személyre, megkülönböztetve a lénytől (három személy, egy lény).
A természeti erők, például a szél, a tűz, a halál, a termékenység megszemélyesítéseit szokták vele összekapcsolni. Talán helyesebb magát a tevékenységet, a hiposztazálást kiemelni, amely a vele kapcsolatos dolog jelentőségének eltúlzását is jelenti.
A hiposztázis tudományosan és kulturálisan semleges kifejezés, a név és a jelölt dolog közti viszony leírása szempontjából, mely viszony megnevezése a vallás és a teológia összefüggésében „istenítésként”, vagy a pejoratív bálványimádásként fordul elő.
A hiposztázis megfordított fogalomként működik olyan szavak esetében, amelyek egy személynévből eredtek, és idővel elfogadott köznévvé, fogalommá és tulajdonsággá fejlődtek. A szó etimológiája a latin substantia primara (a konkrét, egyedi lény belső lényegére) vezethető vissza, de a keresztény teológia kontextusában általában a latin personaként (személy) fordítják. (l. szentháromság – három személy)